# John Macmillan (Schauspieler)
John Macmillan (manchmal gelistet als John MacMillan) ist ein britischer Schauspieler.

## Ausbildung
Macmillan besuchte das Waterford Kamhlaba United World College in Mbabane, der Hauptstadt von Swasiland, und wurde in Schauspiel an der Londoner Webber Douglas Academy of Dramatic Art ausgebildet.

## Karriere
Macmillan begann seine Schauspielkarriere 2007 am Theater. Für Philip Ridley spielte er 2008 gemeinsam mit Luke Treadaway in der Premiere des Stücks Piranha Heights sowie in dem Horrorfilm Heartless. Mit seinen Darstellungen 2009 in den Shakespeare-Stücken Hamlet mit Jude Law in der Titelrolle und Macbeth wurde er für einen Ian Charleson Award nominiert. Ab 2009 trat er auch in Kurzfilmen und mit Kleinrollen in Spielfilmen auf. Die erste längere Serienhauptrolle erlangte er in Silk – Roben aus Seide, die von 2011 bis 2014 andauerte. Im Folgejahr hatte er Hauptrollen in der Krankenhausserie Critical und Michaela Coels Chewing Gum.
Auf der Bühne spielte Macmillan 2017 in Produktionen von Yerma mit Billie Piper in der Titelrolle und das Einmannstück Killer von Philip Ridley. 2018 begann er in Famalam, einer Sketchcomedy hauptsächlich mit Schwarzen Schauspielern, auftreten. Für den Film King Lear wurde er bei den Satellite Awards 2018 als Bester Nebendarsteller in einem Fernsehfilm nominiert. In House of the Dragon von 2022 ist er durch Zeitsprünge in der Handlung der dritte Darsteller der Figur Laenor Velaryon.
Seit 2017 synchronisiert Macmillan auch Rollen für Videospiele, beispielsweise Varl in Horizon Zero Dawn und der Fortsetzung Horizon Forbidden West.

## Theaterauftritte (Auswahl)
- 2007: Cymbeline
- 2007: The Member of the Wedding
- 2008: The Last Days of Judas Iscariot (West End)
- 2008: Piranha Heights
- 2008: In the Red and Brown Water
- 2009: Hamlet (West End und Broadway)
- 2009: Macbeth
- 2015: The Homecoming (West End)
- 2016, 2017: Yerma
- 2017: Killer
- 2017: Hamlet
- 2018: The Lover

## Filmografie

### Film und Fernsehen
- 2009: Hustle – Unehrlich währt am längsten (Hustle, 2 Episoden)
- 2009: Heartless
- 2010: Sherlock (Episode 1x2 Der blinde Banker)
- 2011: Wer ist Hanna? (Hanna)
- 2011: The Hype Man (Kurzfilm, auch Drehbuch, Regie, Produktion)
- 2011–2014: Silk – Roben aus Seide (Silk, 18 Episoden)
- 2012: The Dark Knight Rises
- 2012: Friend Request Pending (Kurzfilm)
- 2012: Panto! (Fernsehspecial)
- 2012: A Scholarship (Kurzfilm)
- 2013: World War Z
- 2014: Paddy (Kurzfilm)
- 2014: Maleficent – Die dunkle Fee (Maleficent)
- 2014: New Tricks – Die Krimispezialisten (New Tricks, 1 Episode)
- 2014: Herz aus Stahl (Fury)
- 2015: Critical (9 Episoden)
- 2015: Hoff the Record (1 Episode)
- 2015, 2017: Chewing Gum (5 Episoden)
- 2016: The Windsors (1 Episode)
- 2016: Aufstand der Barbaren (Barbarian Rising, 1 Episode)
- 2016: Ordinary Lies (1 Episode)
- 2017: Carnage: Swallowing the Past
- 2017, 2021: Back (8 Episoden)
- 2017: Mine (Kurzfilm)
- 2018: Kiss Me First (1 Episode)
- 2018: King Lear
- 2018: Inspector Barnaby (Midsomer Murders) Fernsehserie, Staffel 19, Folge 5: Stolz, Mord und Vorurteil (Death By Persuasion)
- 2018: Hang Ups (6 Episoden)
- 2018–2020: Famalam (13 Episoden)
- 2019: The Accident (1 Episode)
- 2019: Dial M for Middlesbrough
- 2020: The Trouble with Maggie Cole (2 Episoden)
- 2020: Heaven Can Wait (Kurzfilm)
- 2021: Die Ausgrabung (The Dig)
- 2021: The Nevers (1 Episode)
- 2021: Ron läuft schief (Ron’s Gone Wrong, Synchronstimme)
- 2022: Bus Girl (Kurzfilm)
- 2022: Ghosts (1 Episode)
- 2022: House of the Dragon (2 Episoden)
- 2022: Der schlimmste Tag im Leben (The People We Hate at the Wedding)
- 2023: The Cleaner (Fernsehserie, 1 Episode)
- 2023: The Great (Fernsehserie, 1 Episode)
- 2023: Supa Team 4 (Animationsserie, Synchronstimme, 6 Episoden)
- 2023–2024: Extraordinary (Fernsehserie, 2 Episoden)
- 2023: The Burning Girls (Fernsehserie, 6 Episoden)
- 2024: Seize Them!
- 2024: Zwei an einem Tag (Fernsehserie, 2 Episoden)

### Videospiel-Synchronisation
- 2017: Horizon Zero Dawn
- 2018: Overkill’s The Walking Dead
- 2019: Blood & Truth
- 2020: Troy: A Total War Saga
- 2020: Amnesia: Rebirth
- 2020: SpellForce 3: Fallen God (Erweiterung)
- 2022: Horizon Forbidden West
- 2024: Dustborn
- 2024: Horizon Zero Dawn Remastered
- 2024: Lego Horizon Adventures

## Auszeichnungen und Nominierungen

### Theater
- Ian Charleson Award 2009: nominiert für Macbeth als Malcolm und Hamlet als Rosenkrantz

### Film
- Satellite Awards 2018: Nominierung als Bester Nebendarsteller in einem Fernsehfilm, für King Lear